# 黄自強
黄 自強（こう じきょう）は、中華民国の軍人・政治家。旧名は育山または玉山だが、後に自強と改名した。字は良。号は嵩坡。台灣新竹人，祖籍は福建省福州府（現在の閩県）。 

## 事跡
黄埔軍官学校第4期を卒業後、日本に留学する。1926年に陸軍士官学校へ入学し、第20期砲兵科を首席で卒業した。帰国後、1930年（民国19年）の中原大戦では、蔣介石派として天津で反蔣派の動向を調査したが、発覚して反蔣派に逮捕されている。この時は留学時代の友人の伝手で釈放された。中原大戦後は南京砲兵学校で上校教官に任ぜられ、同学校の教育長項致荘から目をかけられた。しかし講義中の落馬事故で、黄は右足に後遺症が残る怪我を負ってしまう。
日中戦争（抗日戦争）勃発した後に、黄自強は海州（今の江蘇省連雲港市）に駐屯していた楊仲華の軍で参謀長をつとめた。1940年（民国29年）3月に汪兆銘政権（南京国民政府）が成立すると、楊は第2集団軍総司令に任ぜられ、黄もそのまま汪兆銘（汪精衛）配下となる。
黄自強は留学時代の戦術教官であった今井武夫との人脈を生かし、次第に政権内で台頭していく。1941年（民国30年）11月、南京国民政府の軍事委員会弁公庁副主任となる。翌年8月、参謀本部参謀次長兼軍事委員会総務庁庁長に昇進した。これらのほか、（汪派）中国国民党候補監察委員に任ぜられ、また、かつての上司である項致荘を汪兆銘政権に迎え入れる上でも貢献する。
1943年（民国32年）2月、黄自強は新国民運動促進委員会委員となり、4月、陸軍編練総監公署総監に任命された。10月、軍事委員会の改組に伴い、軍事委員会政治部部長となる。この人事により、黄は李士群死後の特務を指揮・掌握することになった。1945年（民国34年）3月、江西省省長兼九江綏靖主任公署主任となる。また、上海裕華塩業公司の董事長にもなった。
日本敗北後、黄自強は密かに台湾へ逃亡した。しかし1947年（民国36年）、黄は喫茶店で1人の軍人により射殺されてしまった。この事件の背景等については不明である。

## 注
1. ↑  「育山」とするのは、傅大興「汪偽特務頭子黄自強」沈酔・徐肇明『漢奸内幕』271頁。「玉山」とするのは、徐友春主編『民国人物大辞典 増訂版』1586頁。
2. ↑  ただし、項致荘が汪兆銘政権に入ってからは黄自強はその下風に立たざるを得なくなり、黄は大いに不満を抱くことになった。傅同上, 273頁。
3. ↑  天津『大公報』によると、事件後に台湾当局が国防部に検死を依頼する電報を打ったとされる。傅同上, 279頁。